# Yas-Insel
Die Insel Yas (arabisch جزيرة ياس Dschazīrat Yās, DMG Ǧazīrat Yās) ist nach der Hauptinsel eine der größeren natürlichen Inseln in Abu Dhabi, Vereinigte Arabische Emirate. Sie ist von Nord nach Süd 7,7 km lang und maximal 6,2 km breit, und hat eine Fläche von 25 km².
Yas liegt im Mangrovengürtel östlich der Hauptinsel, südlich auf dem Festland liegt das touristisch entwickelte Küstengebiet von Al Raha, rund 7 km südöstlich liegt der Flughafen Abu Dhabi. Die flache Sandinsel wird mit einem 40-Milliarden-Dollar-Entwicklungsprojekt durch Aldar Properties entwickelt und damit grundlegend verändert.
Dazu wurden die Küstenlinien begradigt, als neue Flächen aufgefüllt, durch einen schiffbaren Kanal von 90 bis 140 m Breite eingefasst und somit auch von der See aus erreichbar gemacht. Auf dem Inselareal wurden Brücken und Straßen gebaut sowie begleitende Waldgürtel gegen die Erosion angelegt. Die Fläche der ursprünglichen Insel wurde damit um etwa ein Drittel auf ca. 25 Quadratkilometer vergrößert. Um einen natürlichen Charakter zu bewahren, wurden auch Flächen für die Wiederansiedlung des untergegangenen Mangrovenbewuchses vorgesehen.
Das Projekt beinhaltet breit gelagerte Wohnkomplexe mit Villen, Einzelhäusern und Apartmenthäusern, etwa 20 Hotels, einen Freizeitkomplex mit drei Themenparks sowie Sport- und Hafenanlagen. Dazu kommt eine Motorsportrennstrecke (Yas Marina Circuit), die im November 2009 mit dem Großen Preis von Abu Dhabi der Formel-1-Serie mit einem Tag-Nacht-Rennen eröffnet wurde.
Thematisch wird sich die Insel Yas vor allem dem Motorsport und seinen Hobby- und Freizeitvarianten widmen: Nördlich der F1-Rennstrecke wurde ein gesponserter Themenpark „Ferrari World“ gebaut, dessen krakenhaft anmutendes Foliendach rund 200.000 Quadratmeter überspannt.
Ein weiterer Themenpark (Warner Bros.) und ein Aquapark (Yas Waterworld) sind bereits fertiggestellt. Dazu kommen zahlreiche Anbieter für motorisierte Vergnügungen wie Dünen-, Gokart- und Geländefahren. An weiteren Freizeiteinrichtungen wird es u. a. einen Golfplatz mit sechs Hotels geben, dazu mehrere ausgebaute Strandabschnitte. Der Versorgung der dauerhaften Bewohner sowie der vielen eingeplanten Tagesbesucher soll ein 400.000 Quadratmeter großes Einkaufszentrum in futuristischer Architektur dienen. Im Juli 2009 waren rund 41.000 Arbeiter im Schichtbetrieb an den zahlreichen Bauprojekten auf der Yas-Insel beschäftigt. Für die Bauarbeiter wurde ein eigenes Container-Wohncamp mit den Ausmaßen einer Kleinstadt errichtet.
Über die Yas-Insel verläuft der Shahama-Saadiyat-Freeway, der seit Oktober 2009 das Zentrum Abu Dhabis über die Saadiyat-Insel mit der verlängerten Sheikh Zayed Road in Dubai verbindet.
Im Januar 2021 wurde die Mehrzweckhalle Etihad Arena mit 18.000 Sitzplätzen an der südlichen Uferpromenade der Insel eröffnet.